# ماشته (مونته‌نگرو)
ماشته (به لاتین: Mašte) یک منطقهٔ مسکونی در مونته‌نگرو است که در شهرداری برانه واقع شده‌است. ماشته ۱۴۹ نفر جمعیت دارد.